# Lee Sang-hwa
Lee Sang-hwa (kor. 이상화; * 25. Februar 1989) ist eine ehemalige südkoreanische Eisschnellläuferin, die auf die Sprintstrecken spezialisiert war und 2010 und 2014 Olympiasiegerin über 500 m wurde.

## Karriere
In der Saison 2004/05 debütierte Lee im Weltcup. Über die 1000 Meter konnte sie Achtungserfolge wie einen 11. Platz im Dezember 2004 beim Weltcup in Harbin erreichen. Weitaus erfolgreicher ist sie über die 500 Meter. Hier konnte sie im Weltcup schon mehrfach Ränge auf dem Podium erreichen. Über 100 Meter konnte sie beim Weltcupfinale im März 2006 sogar ihren ersten Weltcup gewinnen. Auch im Gesamtweltcup erreichte sie mit dem zweiten Platz ein herausragendes Ergebnis, das mit dem sechsten Gesamtrang über die 500 Meter ergänzt wurde. Bei den nationalen Südkoreanischen Meisterschaften 2004 und 2005 wurde sie fünfmal Landesmeisterin und einmal Vizemeisterin. Über 100 Meter stellte sie 2005 einen Juniorenweltrekord auf, über 500 Meter verbesserte sie ihren eigenen Weltrekord sogar innerhalb zweier Tage.
Bei den Olympischen Winterspielen 2006 in Turin belegte Lee über 2 × 500 Meter den fünften Platz, bei den Einzelstrecken-Weltmeisterschaften 2007 und 2008 verpasst sie knapp die Bronzemedaille und belegt den vierten Platz über 2 × 500 Meter.
Ihren größten Erfolg erreichte Lee bei den Olympischen Winterspielen 2010 in Vancouver, wo sie die Goldmedaille über 500 Meter gewann. Im gleichen Jahr gewann sie zudem die Sprint-WM in Obihiro. 2012 gewinnt Lee erstmals bei der Einzelstreckenweltmeisterschaft in Heerenveen eine Goldmedaille über 2 × 500 Meter. Ein Jahr später belegte sie bei der Sprint-WM 2013 in Salt Lake City den dritten Platz. Im Weltcup 2012/13 konnte sie erstmals in ihrer Karriere den Gesamtweltcup über 500 Meter gewinnen. Bei der WM 2013 in Sotschi konnte Lee ihren Titel über 2 × 500 Meter erfolgreich verteidigen. Sie gewann beide Läufe mit deutlichem Vorsprung und konnte sich so souverän durchsetzen. Bei den Olympischen Winterspielen 2014 verteidigte sie ihr Olympiagold.
Am 16. Mai 2019 beendete sie ihre aktive Karriere.